# Tvege
En tvege eller tveje er en kløftet genstand. Ordet kommer af oldnordisk tví- = "todelt". I fagsprog hos træplejere og skovfolk betyder tvege en kløft mellem to lige kraftige grene eller stammer. Det er ofte en problematisk situation for planten, fordi den fortsatte tykkelsesvækst hos de to grene vil skabe spændinger i samlingen mellem dem. Det afgørende er, om barken i tvegens bund skydes frit til vejrs (hvad der er godt), eller om den bliver overvokset og nedgroet (hvad der kan medføre spaltning af tvegen).
Visse arter blandt andet valnød og elm, danner et særligt stærkt ved på siden af en Tvege, for at forhinder at træet kan flække.
Det er farligt at fælde en lav tvege da man ikke ved hvor godt stammerne hænger sammen, om de falder en ad gangen eller sammen.